# Willard Young
Willard Young, ameriški vojaški inženir, general in mormon, * 30. april 1852, Salt Lake City, Utah, † 25. julij 1936.